# Hammerfest
Hammerfest je grad u Norveškoj, u norveškoj zemlji Finnmark. Također je i općina. 

## Osnovne informacije
Hammerfest je proglašen općinom 1. siječnja 1838. godine.

### Ime
Grad je dobio ime po starom sidru. Prvi dio imena je hammer što znači "kamen" (odnosno "nakupina kamenja"), a to se koristilo u starim brodovima koji su se zvali Hamran ili Hamarr. Drugi dio imena je fest što dolazi od stare norveške riječi festr, a to znači "pričvrstiti" (npr. za brod).

## Geografski položaj i smještaj
Grad Hammerfest se smjestio na otoku Kvaløya u Norveškom moru, ali se općina (komuna) Hammerfest prostire na čak 3 otoka: Kvaløya, Sørøya i Seiland. Grad Hammerfest je jedini grad na otoku Kvaløya. 
Grad Hammerfest je  najsjeverniji grad Europe, a neki ga smatraju i najsjevernijim gradom svijeta. Nije moguće točno odrediti koji je grad najsjeverniji jer se ne može odrediti što se smatra gradom. Tako npr. mjesto Honningsvåg (koje se nalazi također u Norveškoj) ima oko 3.000 stanovnika, a u starom norveškom zakonu gradom se smatra naselje s više od 5.000 stanovnika pa zbog toga mnogi smatraju da Honningsvåg uopće nije grad te da je Hammerfest najsjeverniji grad Europe.Za titulu najsjevernijeg grada svijeta mu također prijeti Barrow na Aljaski, koji ima oko 4.000 stanovnika što je također manje od 5.000, ali ipak ne možemo potvrditi je li on grad ili ne jer su američki zakoni drukčiji. Bez obzira na to što ne možemo točno zaključiti koji je najsjeverniji grad Europe, Hammerfest je sigurno jedan od najsjevernijih gradova svijeta.
Zajedno s gradom Vardø, Hammerfest je najstariji grad sjeverne Norveške. 

## Klima
U Hammerfestu je snježno-šumska klima. Temperature variraju od -5°C zimi, pa do 11,5°C ljeti. Prosječna temperatura je oko 2°C. Tijekom godine padne oko 820 milimetara padalina, a u svibnju, lipnju i srpnju padne samo oko 50 milimetara padalina u svakom mjesecu. U Hammerfestu često pada snijeg i često grad udaraju lavine snijega pa se stanovnici moraju seliti iz svojih kuća dok ne postane sigurno.
Zanimljivo je to da za vrijeme polarnog dana sunce ne zalazi čak oko 70 dana. 

## Ekonomija i turizam
U Hammerfestu se vadi zemni plin i ima nekoliko platformi za vađenje plina. Vađenjem zemnog plina često dovodi do zagađenja okoliša, ali se ti problemi rješavaju.
Glavna grana industrije je ribarstvo, a u Hammerfestu se također nudi sportski i komercijalni ribolov te ronjenje.
Grad je popularno odredište za turističke ture, a ledenjaci i gorja na Hammerfestu su česte planinarske destinacije.
Struveov luk, važna geodetska oznaka za triangulaciju počinje upravo u Hammerfetsu i nalazi se na popisu svjetske baštine.
Hammerfest je također važno središte laponske kulture.

### Zanimljivo - seobe sobova
Tijekom ljeta, mnogi pastiri migriraju sa svojim stadima sa zimskih pašnjaka na obale unutar Finnmarka, pa tako i u Hammerfest. Često hodaju i lutaju ulicama što privlači turiste, ali se to ne sviđa i stanovnicima grada jer životinje često ostavljaju izmet i urin za sobom. Pošto čišćenje puno košta i zbog higijenskih razloga podignuta je oko 20 kilometara duga električna žica. Ali niti to nije sprječilo sobove da uđu u grad, pa izazivaju česte prometne nesreće na cestama i izazivaju druge brojne nevolje. 

## Gradovi prijatelji
- Haparanda, Švedska
- Ikast, Danska
- Tornio, Finska
- Kola, Rusija
- Petersburg, Aljaska, SAD
- Mokpo, Južna Koreja
- Ushuaia, Argentina
- Trelleborg, Švedska

## Vanjske poveznice
- Službena stranica grada